# Psorula (слатководна шкољка)
Psorula је род слатководних шкољки из породице Unionidae, речне шкољке.

## Врсте
Врсте у оквиру рода Psorula:
- Psorula guatemalensis (Simpson, 1900)
- Psorula percompressa (Martens, 1887)
- Psorula profunda (Simpson, 1914)
- Psorula quadrata (Simpson, 1914)
- Psorula rudis (Simpson, 1900)
- Psorula salinarum (Haas, 1929)
- Psorula usumasintae (Crosse & Fischer, 1892)